# Seasons in the Abyss
| Оценки критиков               | Оценки критиков |
| Источник                      | Оценка          |
| ----------------------------- | --------------- |
| AllMusic                      | [ 1 ]           |
| Entertainment Weekly          | B+              |
| Rock Hard                     | 10/10           |
| The Rolling Stone Album Guide | [ 4 ]           |
| Sputnikmusic                  | 4.0/5           |

Seasons in the Abyss (рус. Времена года в бездне) — пятый студийный альбом американской трэш-метал-группы Slayer. Альбом вышел 9 октября 1990 года на Def American Records. «Seasons in the Abyss» является последним альбомом Slayer с Дэйвом Ломбардо до его возвращения в 2003 году и выхода «Christ Illusion».

## Запись
Для записи этого альбома Slayer в 1989 году наняли сопродюсера Энди Уоллеса. Так как South of Heaven был принят публикой не очень хорошо, участниками было решено вернуться к скорости и брутальности альбома Reign in Blood, но с сохранением мелодичности, заложенной в предшественнике.
Seasons in the Abyss, выпущенный в октябре 1990 года, был первым альбомом Slayer, изданным на новом лейбле Рика Рубина Def American (из-за разногласий продюсера с владельцем Def Jam Расселом Саймонсом). Seasons in the Abyss дебютировал на 44 месте в чарте Billboard 200 и в 1992 году получил сертификацию «золотого».

## Лирические темы
Том Арайа сказал: «Мы продолжаем играть и быстро, и жестко, и тяжело». Керри привлекает всякая жуть и чертовщина. Так что такие вещи, как «Born of Fire» и «Spirit in Black», — это его работа. Тома же перестала занимать мистика, в мире достаточно реальных проблем. В частности, в песне «Blood Red» говорится о том, что мир сегодня балансирует на краю бездонной пропасти, имя которой — Война. Название песни «Expendable Youth» говорит само за себя: она о насилии, захлеснувшем в последнее время наши улицы, о молодёжных бандах, терроризирующих целые районы: «Опомнитесь! На что вы тратите свои лучшие годы — алкоголь, наркотики, драки, а потом преступления, убийства и человеческая кровь».
На заглавную композицию был снят (возле пирамид в Гизе) второй клип Slayer.

## Турне
В 1990 году Slayer отправились в турне Clash of the Titans вместе с Megadeth, Suicidal Tendencies и Testament уже в качестве одного из главных исполнителей, а не группы, «играющей на разогреве».
Так как американский трэш-метал был на пике своей популярности в это время, тур был продлён в мае 1991 года, и вместе с Megadeth, Anthrax и Alice in Chains группа Slayer отправилась на гастроли в США.

## Уход Дэйва Ломбардо
В мае 1992 года барабанщик Дэйв Ломбардо ушёл из Slayer из-за конфликтов с другими участниками, а также из-за того, что хотел взять свою жену на гастроли, что вызвало споры с коллегами.
Дэйв основал собственную группу Grip Inc. с гитаристом Voodoocult по имени Вальдемар Зорихта (англ. Waldemar Sorychta).
Участники Slayer взяли в группу бывшего барабанщика Forbidden Пола Бостафа (англ. Paul Bostaph) в качестве замены Ломбардо.
Slayer впервые появились на сцене вместе с Бостафом в 1992 году на фестивале Monsters of Rock в Castle Donington.

## Критика
Seasons in the Abyss был выпущен 9 октября 1990 и достиг максимума номер 40 на Billboard 200, самое высокое положение достигнутое группой в то время. В 1992 году, альбом был присужден золотой статус, за 500 000 проданных копий в Соединенных Штатах. Дэвид Браун из Entertainment Weekly отметил что «Slayer впечатляет своими мрачным вокалом, лихорадочной работой гитар».
Стив Хью из Allmusic описал альбом как возвращение группы. Альбом получил оценку четыре с половиной из пяти звезд, в то время как песня «War Ensemble» стала для Slayer самой тяжелой записью и транслировалась на MTV. В интервью в октябре 2007 года, Матт Дрейк описал альбом Seasons in the Abyss как "прекрасную смесь между двумя стилями (скоростью и замедлением).

## Список композиций
| №   | Название                                            | Текст песни               | Музыка         | Длительность |
| --- | --------------------------------------------------- | ------------------------- | -------------- | ------------ |
| 1.  | «War Ensemble (рус. Театр военных действий)»        | Том Арайа, Джефф Ханнеман | Ханнеман       | 4:54         |
| 2.  | «Blood Red (рус. Кроваво-красный)»                  | Арайа                     | Ханнеман       | 2:50         |
| 3.  | «Spirit in Black (рус. Дух в чёрном)»               | Керри Кинг                | Ханнеман       | 4:07         |
| 4.  | «Expendable Youth (рус. Одноразовая молодость)»     | Арайа                     | Кинг           | 4:10         |
| 5.  | «Dead Skin Mask (рус. Маска из мёртвой кожи)»       | Арайа                     | Ханнеман       | 5:20         |
| 6.  | «Hallowed Point (рус. Священная точка)»             | Арайа, Ханнеман           | Ханнеман, Кинг | 3:24         |
| 7.  | «Skeletons of Society (рус. Скелеты общества)»      | Кинг                      | Кинг           | 4:41         |
| 8.  | «Temptation (рус. Искушение)»                       | Кинг                      | Кинг           | 3:26         |
| 9.  | «Born of Fire (рус. Огненное порождение)»           | Кинг                      | Ханнеман, Кинг | 3:07         |
| 10. | «Seasons in the Abyss (рус. Времена года в бездне)» | Арайа                     | Ханнеман       | 6:42         |

## Чарты и сертификации
| Чарт(1990)                       | Позиция |
| -------------------------------- | ------- |
| Australia (ARIA)                 | 58      |
| Австрия (Ö3 Austria)             | 29      |
| Нидерланды (Album Top 100)       | 69      |
| Германия (Offizielle Top 100)    | 19      |
| Швеция (Sverigetopplistan)       | 47      |
| Великобритания (UK Albums Chart) | 18      |
| США (Billboard 200)              | 40      |

| Регион | Сертификация | Продажи  |
| --- | ------------ | -------- |
| Канада (Music Canada) | Золотой      | 50 000^  |
| США (RIAA) | Золотой      | 500 000^ |
| * Данные о продажах приведены только на основе сертификации. ^ Данные о тиражах приведены только на основе сертификации. |              |          |

## Участники записи
- Том Арайа — бас-гитара, вокал
- Джефф Ханнеман — гитара
- Керри Кинг — гитара
- Дэйв Ломбардо — ударные